# 재한조선족
재한조선족 (조선어 : 재한조선족)은 대한민국 (이하, 한국 )에 거주하는 중국 국적의 조선족이다. 2021년 중국 정부 발표에 의하면, 조선족 총인구는 170여만명이고, 재한조선족은 조선족 총인구의 42% 정도인 70만명을 차지하고 있다.

## 개요
재한조선족 인구는 1990년대부터 지속적으로 증가했다. 2007년에는 33만명으로 확인되었고, 이후 2009년 5월에는 44만 3,836명, 2011년 4월에는 44만 7,000명, 2017년에는 49만 8,000명, 그리고 2019년에는 54만명으로 증가하였다. 귀화 및 영주자를 포함할 경우, 조선족 인구는 연변조선족자치주에 거주하는 조선족 인구(2020년 11월 기준 59만 7,000명)보다 훨씬 많은 70만 8,000명에 이른다. 추가적으로, 2020년 말 기준으로 조선족 총 인구는 170만 2,479명으로, 여성은 87만 2,372명, 남성은 83만 1,107명으로 구성되어 있다.

## 조선족의 한국 진출 초기
중국, 사회주의 국가와 한국, 반공 국가 사이에는 장기간에 걸쳐 외교 관계가 없었다. 중국 공산당군과 소련군에 소속되어 있던 조선족 부대는 그대로 북한군에 편입되었으며, 많은 조선족이 6.25한국전쟁에 참전했다. 실제로 전쟁 중에는 조선족과 한국인 간의 충돌도 발생했다. 체제의 차이와 그 밖의 이유로, 조선족과 한국 간의 교류는 오랜 시간 동안 중단되어 있었다. 1990년대초까지는 조선족은 한국인과 교류가 거의 없었다고 보면 된다. 다만 하기와 같이 일부는 있었다.
- 1965년, 문화대혁명 직전에 차균희(차균희)의 부모가 한국을 방문하였다. 이는 '한국에 처음으로 방문한 조선족'으로 간주되며, 이 방문은 당시의 국제적 및 문화적 상황 속에서 특별한 의미를 지닌다.[3]
- 1974년 3월 7일부터 KBS (한국방송공사)는 '공산권 동포에게' 및 '망향의 편지' 라는 프로그램을 통해 한국의 이산가족과 중국의 조선족 간에 주고받은 편지를 방송했다. 이 편지들은 한국에 있는 가족들이 중국의 조선족 친척에게 보낸 것과, 중국의 조선족이 한국에 있는 친척에게 보낸 것을 포함하고 있다. 또한, 대한적십자사는 중국의 조선족이 한국의 친척과 연락을 맺을 수 있도록 도와주었으며, 초청장, 항공권, 그리고 여행비용 등을 조선족에게 제공하였다.[3]
- 1970년대 후반, 중국은 문화 대혁명이 종료된 후 개혁과 개방 정책을 추진하게 되었다. 동시에, 한국은 북방 외교 전략을 통해 사회주의 국가와의 관계 개선을 추진하였다. 이러한 배경 속에서 한중 양국의 관계는 점차 개선되며, 양국 간의 왕래도 활발해졌다.
- 1978년, 중국은 조선족의 한국 방문을 허가하였고, 같은 해 12월에는 조선족 일가족 4명이 한국으로 영주 귀국하였다.
- 1984년 3월 23일, 중국은 이산 가족 재회를 위해 한국인의 방중을 승인하였다. 1985년에는 조선족의 한국 방문과 친족 방문이 증가하여, 그 해 방문자 수는 약 250명에 이르렀다.
- 1986년, 연변 지역의 조선족 2명이 중국 정부에 의해 스파이 활동으로 적발되었다. 이들은 한국에 사는 친족을 방문하며 스파이로 활동하게 되었다는 정보가 확인되었다. 1988년, 서울 올림픽에 중국은 공식 선수단을 파견하였다. 그 후, 1991년 1월에는 양국이 무역 사무소의 상호 설치를 합의하였고,
- 이를 바탕으로 1992년 8월 24일에는 한중 양국 간의 외교관계 정상화가 이루어졌다. 이후 교류는 계속 활발해져 1993년에는 약 15만명, 1994년에는 30만명의 한국인이 중국을 방문하였으며, 특히 조선족이 거주하는 연변 조선족 자치주와 백두산 지역을 방문한 관광객도 크게 증가하였다.

## 조선족의 본격적 한국 이주
조선족의 한국 방문자 수는 1985년의 378명에서 1989년의 9,388명, 그리고 1991년의 36,147명으로 꾸준히 증가했다. 방한의 목적은 처음의 친척 방문에서부터 한약 행상, 연수, 유학 등으로 다양화됐다. 특히, 중국 내에서는 얻기 힘든 높은 수익을 추구하는 "코리안 드림"에 따라, 한국에 거주하는 조선족의 수도 증가 추세였다. 1995년 7월말에는 한국에서 불법체류 중인 조선족이 약 2만명으로 추정됐으며, 같은 해 3월 26일에는 이들 중 일부가 '중국 노동자 협회'를 설립했다.
조선족 방한자 수의 추이
- 1978년부터 1983년까지의 기간 동안 총 88명의 조선족이 한국을 방문했거나 영주권을 획득했다. 1984년에는 조선족 206명이, 1985년에는 378명이, 1986년에는 663명이, 그리고 1987년에는 708명이 한국에 입국하거나 영주권을 획득했다. 1991년에는 조선족의 한국 방문이 급증하여 총 36,147명이 방한했고, 1992년에는 31,500명이 한국을 방문했다. 그러나 1993년에는 한국 정부가 조선족의 입국을 제한하였기 때문에 전년 대비 감소한 12,277명만이 한국을 방문했다.

조선족에 의한 한약 판매 활동에서 가짜나 조악품이 넘쳐나자 1990년 말 한국 정부는 이를 금지하고 단속을 강화했다. 한국에서는 '3K' (더러운, 힘든, 위험한 일)로 통칭되는 일자리에 대한 인력 부족 문제가 있었으며, 이에 말이 통하는 조선족의 고용이 환영받았다. 1991년 7월 24일에는 한국 선주 협회와 전국 선원 노동 조합 연맹 사이의 합의를 통해 조선족 고용을 공식적으로 해운항만청에 요청하였고, 이는 후에 구현되었다. 양국 간의 교류가 활발해지면서 한국인과 조선족 사이의 갈등도 심화되었다.
1996년 8월, 온두라스 선적의 참치 어선 '페스카마호'에서 일하던 조선족 선원 6명이 어선 내의 지속적인 폭력에 반발하여 한국인 7명, 인도네시아인 3명, 조선족 1명 등 총 11명을 살해하는 '페스카마호 사건' 혹은 '페스카마호 선상 반란 사건'이 발생했다. 이 사건은 한국인 선원들의 대량 사망뿐만 아니라, 어선 내에서의 폭력 문제를 대두시켜 한국과 조선족 사회에 모두 충격을 주었다. 문재인 전 대통령이 해당 사건을 변호해, 조선족을 위한 변호사로 명성을 얻었다.
- 2002년 5월 불법 체류자 수는 26만 2000명으로 조선족이 7만 5964개로 전체의 28.3%, 중국 한족이 23.3%를 차지하였다.
- 2006년 4월 국내 거주 외국인 53만6627명 중 16만9995명이 조선족. 국적취득자의 55%, 국제결혼이민자 중 42.1%가 조선족.
- 2007년 12월 한국에 체류 중인 중국 국적의 외국인은 약 50만 명으로 이 중 33만 명이 조선족.
- 2009년 5월 국내 거주 외국인은 총 110만6884명.국적별로는 조선족을 포함한 중국 국적이 56.5%(62만4994명)로 가장 많았다.조선족은 44만3836명으로 전체 외국인의 40.1%를 차지했다.
- 2010년 6월 말 한국에 체류하고 있는 외국인은 120만 8544명으로 이 중 불법체류자가 17만 4049명이었다.불법체류자를 국적별로 보면 중국이 8만474명(조선족 포함)으로 46.2%를 차지했다.중국은 체류자 57만7002명 중 13.9%가 불법체류였다.
- 단기 장기 불법 등을 합한 중국인 체류자는 2010년 11월 말 현재 60만6408명(조선족 40만4000여 명).약 60만 명의 중국인 체류자 중 합법 체류자는 52만9000명 정도이며 나머지 7만7000여 명(12%)이 불법 체류자.국내 취업자격을 갖춘 외국인 체류자는 56만여명으로 이 중 28만6000여명(51%)이 조선족이었고 결혼이민자 14만여명의 47%인 6만6000여명(조선족 3만1000여명), 외국인 유학생 8만9000여명의 75%인 6만7000여명(조선족 3006명)이 중국인이었다.
- 2011년 6월 말 국내 체류 외국인 139만2000여 명 중 취업 목적으로 입국한 사람은 71만6000여 명이었다.국가별로 보면 중국이 31만 명(이 중 조선족이 29만 명)으로 가장 많았다.
- 2011년 9월 국내 거주 외국인은 141만8149명. 이 중 취업자는 9월 말 현재 60만138명이다.취업자 국적별로는 중국인이 31만8381명으로 53%를 차지했고, 이 중 조선족이 29만6326명을 차지했다.취업자 다음으로 많은 외국인 배우자는 14만3253명으로 10.1%를 차지했다.국적별로는 조선족을 포함한 중국인이 6만5074명(45.4%)으로 가장 많았다.
- 2017년 인구주택총조사에 따르면 한국에 체류 중인 외국인(3개월 미만 제외)은 147만9000명으로 총인구의 2.9%를 차지했다.외국인 수는 2016년 141만4000명에서 6만5000명(4.6%) 증가했다.국가별로는 조선족이 49만8000명(33.6%)으로 가장 많았고 중국인 14.3%(21만2000명), 베트남인 10%(14만8000명) 등의 순이었다.
- 2019년 인구주택총조사에 따르면 2019년 11월 대한민국에 체류 중인 외국인은 148만 명으로 총 인구의 3.4%를 차지했다.국가별로는 중국계(조선족 중국인 대만 포함)가 43.5%인 77만 명.이 중 조선족은 54만 명(30.2%), 중국인 22만 명(12.4%), 대만 2만 명(0.9%)이었다.

많은 조선족 노동자들이 사는 서울 구로공단 주변 가리봉·대림동 일대는 조선족타운, 연변거리, 양꼬치거리 등으로도 불리며 중국음식점과 양꼬치점, 중국잡화점, 여행사, 쪽박·민박 등이 많이 모여 중국어 간판이 즐비한 독특한 거리를 형성하고 있다.
영등포구에는 2008년 5월 현재 40만 8186명의 주민이 살았고, 이 중 3만 9793명이 조선족 또는 중국인을 포함한 외국인. 또한 구로구에도 2만 8818명의 외국인이 살았고 구로6동에 등록된 조선족은 3220명에 달했다.1999년 6월 6일에는 이미 한국 서울 구로구 구로6동에 대한예수교장로회 「서울조선족교회」가 창립되어 있다.
한편 흑룡강파 등 조선족 폭력배 조직도 생겨났고, 2007년 4월에는 서울 구로구 가리봉동 일대에서 활동하던 연변흑사파 32명이 체포되었다. 옌볜 출신들이 결성, 다른 조폭들을 폭행, 유흥가 유흥업소 등으로부터 금품을 빼앗고 있었다. 평소 발목과 등에 칼과 오노를 숨겨둔 채 사소한 분쟁에도 흉기를 휘둘러 장사꾼들을 위협했고 조선족들은 곤욕을 치르고도 보복을 두려워해 피해 사실을 숨기는 경우가 많았다.
영등포구 대림동은 2004년 이후 가리봉동에서 살던 조선족들이 재개발의 영향으로 옮겨 살면서 조선족의 거리로 알려지게 되었다. 하지만 2017년 9월  영등포구 조선족은 3만1548명으로 2년 전에 비해 약 15% 감소했다. 조선일보는 그 이유로 중국계 대기업 자본 유입에 따른 월세 급등을 꼽았다. 대림동 조선족들은 인천 부평구 등 서울 외곽으로 옮겨 살았고 부평구 조선족은 2017년 기준 8960명으로 4년 전에 비해 60% 가까이 증가했다.

## 조선족의 한국 매체 등장
- 미스트레스 (2018년 4월 28일 ~ 2018년 6월 3일 드라마)
- Big Forest (2018년 9월 7일 ~ 2018년 11월 9일 드라마)
- 우상(2019년 3월 20일 개봉, 영화) 천우희가 조선족 여성을 연기
- 좀비탐정 2020년 9월 21일 ~ 2020년 10월 27일 드라마)
- 모범택시 특수사기사건을 소재로 한 910회에 이재훈이 조선족 왕따오지 연기
- 검은 태양(2021년 9월 17일2021년 10월 23일MBC 금요드라마) 대한민국 국가정보원 소속 조선족 정보요원 등장

## 같이 보기
- 재외동포법 위헌 소송
- 한반도의 화인

## 참고
- 김재국 '일본인을 위한 '한국인과 중국인' 중국에 사는 조선족 작가의 고백